# Brictius von Tours

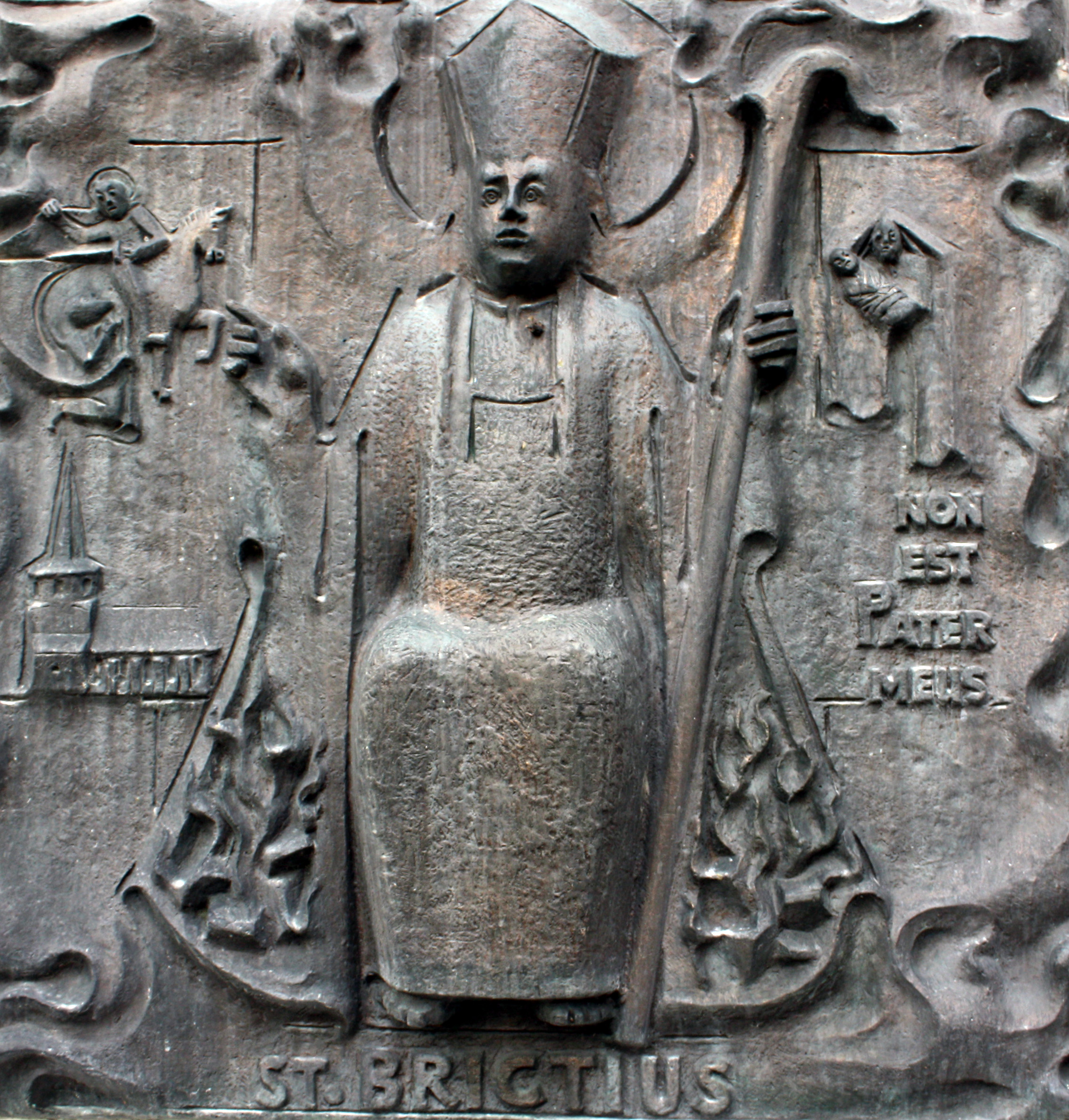
Darstellung des hl. Brictius an der diesem Heiligen geweihten Kirche in Stotzheim (Hürth)

Der heilige Brictius von Tours (* um 370; † 444 in Tours), auch Britius, Brixius, Briktius, Briccius oder Bricio, war der vierte Bischof von Tours und Nachfolger des heiligen Martin in diesem Amt.

## Kirchengeschichtliche Zeitumstände
Brictius war ein Zeitgenosse von Augustinus von Hippo und lebte in der Zeit des Konzils von Ephesos. Gallien war Teil des römischen Reichs, wo das Christentum seit dem Ende des 4. Jahrhunderts offizielle Staatsreligion war, und befand sich im Prozess der fortgeschrittenen Christianisierung. Das weströmische Reich war jedoch dem Zusammenbruch schon sehr nahe, und es bildeten sich im Lauf der Völkerwanderung im fünften Jahrhundert verschiedene germanische Reiche; die Zeit war also politisch ziemlich unsicher.

## Leben
Nach der Legende ein Waisenkind, das von Martin von Tours gerettet worden war, wurde Brictius in Martins Kloster aufgezogen. Er erwies sich als begabter und ehrgeiziger Student, war aber eher weltlich ausgerichtet, temperamentvoll, scharfzüngig und um einiges kritischer gegenüber dem allseits verehrten Martin, als dessen Umgebung für richtig hielt.
Eine Anekdote berichtet, er sei von einem Armen nach Martin gefragt worden und habe geantwortet: „Geh in die Kirche, und wenn du einen siehst, der ständig wie ein Verrückter oder Verzückter zum Himmel schaut, der ist es.“ In einem anderen Fall habe er zu Martin selbst gesagt, ein Barbar aus der Wildnis von Ungarn könne ihm, der am Ufer der Loire geboren sei, nicht erklären, wie er sich zu benehmen habe. Er, der anständig erzogen worden sei, solle sich von einem ungebildeten alten Legionär Vorschriften machen lassen? Martin ließ sich dadurch nicht provozieren und blieb geduldig und Brictius bat ihn jeweils um Vergebung – bis zum nächsten Temperamentsausbruch.
Als Martin dann allerdings prophezeite, dass Brictius sein Nachfolger als Bischof werden, dabei aber viele Schwierigkeiten haben würde, drängten ihn die Kleriker von Tours, bei denen der Gedanke an einen solchen Bischof keine Begeisterung erweckte, den Unruhestifter wegzuschicken; doch Martin erwiderte: „Wenn Jesus sich mit Judas abfinden konnte, dann kann ich mich sicher mit Brictius abfinden.“
Als Martin 397 starb, trat Brictius tatsächlich die Nachfolge als Bischof an – gewählt durch das Volk. Während dreißig Jahren lehrte, taufte und firmte er und erfüllte alle Pflichten eines Bischofs. Er wurde in dieser Zeit mehrfach angeklagt wegen Lauheit, zu weltlicher Haltung und verschiedener anderer kleinerer Fehler, aber kirchenoffizielle Untersuchungen sprachen ihn jedes Mal frei.
Im dreißigsten Jahr seines Episkopats bekam eine Nonne, die in seinem Haushalt Wäscherin war, ein Kind – und die Gerüchte in der Stadt besagten, Brictius sei der Vater. Er stellte sich einem Gottesurteil, indem er in seinem Mantel glühende Kohlen zum Grab des heiligen Martin trug. Sein Mantel war unbeschädigt, aber seine Leute glaubten ihm nicht und er musste Tours verlassen, weil er sonst von ihnen gesteinigt worden wäre.
Er nutzte die Zeit für eine Reise ad limina nach Rom, für die er sieben Jahre brauchte, und wurde vom Papst vollständig freigesprochen. Während seiner Abwesenheit waren verschiedene andere Bischöfe in Tours eingesetzt worden; als er jedoch zurückkam, wurde der letzte von diesen gerade tot aus der Stadt getragen und Brictius nahm sein Amt wieder auf. Sieben Jahre später „entschlief er seliglich“, wie einer seiner Biographen aufzeichnete.
Brictius wird in verschiedenen Biographien als kontroverse Gestalt geschildert. Kirchengeschichtler sehen in den verschiedenen diesbezüglichen Legenden einen Ausdruck der Spannungen zwischen Mönchspriestern und Weltpriestern im damaligen Tours.

## Verehrung
Seine Gebeine wurden von Gregor von Tours nach Clermont überführt und befinden sich heute in der Kirche von San Michele in Pavia.
Sein Gedenktag ist der 13. November. Nach ihm wurden Sankt-Brictius-Kirchen benannt.

## Ikonografie
Brictius wird als Bischof dargestellt, mit glühenden Kohlen im Gewand oder mit einem Wickelkind im Arm.